# Les Chardonnières
Les Chardonnières este o comună din arondismentul Les Chardonnières, departamentul Sud, Haiti, cu o suprafață de 117,04 km2 și o populație de 22.953 locuitori (2009).